# Jean-Jacques Rassial
 (août 2012).
Si vous disposez d'ouvrages ou d'articles de référence ou si vous connaissez des sites web de qualité traitant du thème abordé ici, merci de compléter l'article en donnant les références utiles à sa vérifiabilité et en les liant à la section « Notes et références ».
Jean-Jacques Rassial, né en 1950 à Paris, est psychanalyste et professeur émérite  d'université.

## Biographie

### Parcours psychanalytique
Il pratique la psychanalyse depuis 1977 à Montpellier puis à Paris depuis 1994.
Il est à l'origine de deux colloques: La psychanalyse est-elle une histoire juive?1980) et l'Interdit de la représentation (1981)
Il publie plusieurs ouvrages et articles sur l’adolescence (1990, 1996), un essai sur les états limite (1999) puis un livre sur la pratique de la cure (2012) et un "manifeste déiste (2018)
Il anime de 1979 à 1992, à Montpellier, un séminaire auquel participent annuellement des analystes parisiens, dont Françoise Dolto en 1984. En 1983, il crée, avec un petit groupe, une revue régionale semestrielle, Mi-Dit, Cahiers méridionaux (une dizaine de numéros parus) ; dans ce cadre, il organisera environ deux colloques annuels.
Participant d’abord aux travaux du Quatrième Groupe et à deux cartels à l’École freudienne de Paris, puis au CERF, il est cofondateur du Mouvement du coût freudien, avec Moufid Assabgui, Alain Didier-Weill, Jean-Jacques Moscovitz et Jean-Pierre Winter, mais il rejoint en 1983 l’Association freudienne jusqu'en 1999. Depuis, il est Psychanalyste Membre d'Espace Analytique, dans lequel il inscrit la plupart de ses activités et participe à de nombreux colloques. Il participe à son Conseil d'Administration.

### Parcours universitaire
Il réalise en 1985, une thèse, dirigée par Roland Gori, sur l’adolescence. Il est chargé de cours à l’université de Montpellier de 1977 à 1986. Il est qualifié en 1992 et nommé maître de conférences à l’université de Nice, puis en 1993, il soutient une HDR, parrainée par Philippe Lévy et est nommé professeur à l’université Paris 13, puis en 2002, à  à l’université de Provence. Il  a dirigé le « Laboratoire de psychopathologie clinique et psychanalyse » (LPCP) de 2004 à 2012. De 1997 à 2010, il a été invité régulièrement dans plusieurs universités brésiliennes, en, particulier à l'Université de Sao Paulo.

## Publications
- La psychanalyse est-elle une histoire juive ? avec Adélie Rassial, Seuil, 1981
- L’interdit de la représentation, avec Adélie Rassial, Seuil, 1984
- L’adolescent et le psychanalyste, Rivages-Payot, 1990, poche 2009
- Le passage adolescent, Erès, 1996, poche 2010
- Y a-t-il une psychopathologie des banlieues, Erès, 1998
- Le sujet en état limite, Denoël, 1999, Erès -poche. 2011
- Sortir, l’opération adolescente, coll. Le Bachelier, Erès, 2000
- De l’Infantile au Juvénile, avec Michèle Benhaïm, coll. Le Bachelier, Erès, 2006
- Pour en finir avec la guerre des psys, Albin Michel, 2010
- Court-traité de pratique psychanalytique, coll. Point-Hors-Ligne, Erès, 2011
- Jacques Rassial & Fanny Chevalier (dir.), Genre et psychanalyse. La différence des sexes en question, Erès, 2016[3]
- Manifeste déiste d'un psychanalyste juif, coll. Point Hors Ligne, 2018  (ISBN 978-2-7492-6149-2)